# Kristína Ludíková
Kristína Ludíková (* 12. September 1988 in Trenčín, verheiratete Kristína Gavnholt) ist eine tschechische Badmintonspielerin, welche ihre Karriere in der Slowakei begann.

## Karriere
Ihren ersten großen sportlichen Erfolg erkämpfte sie sich mit Platz drei bei den Junioreneuropameisterschaften 2005 im Damendoppel mit der Belarussin Olga Konon. Zwei Jahre später gewann die Paarung die Goldmedaille bei der Junioren-EM. Aufgrund ihrer slowakischen Wurzeln startete sie bis Mitte des neuen Jahrtausends noch bei den slowakischen Meisterschaften und gewann dort drei Titel. 2008 folgten die ersten Titel in der tschechischen Republik für Ludíková. Sie gewann sowohl die Einzel- als auch die Doppelkonkurrenz mit Hana Procházková. Ihre im Weltcupcircuit gesammelten Punkte reichten für die Qualifikation für Olympia 2008, wo sie nach gewonnenem Auftaktmatch gegen Tracey Hallam in der Runde der letzten 32 ausschied. 2012 wurde sie erneut tschechische Meisterin im Dameneinzel.

## Sportliche Erfolge
| Saison | Veranstaltung                                   | Disziplin   | Platz | Name                                   |
| ------ | ----------------------------------------------- | ----------- | ----- | -------------------------------------- |
| 2004   | Tschechische Einzelmeisterschaften              | Damendoppel | 1     | Markéta Koudelková / Kristina Ludíková |
| 2005   | Tschechische Einzelmeisterschaften der Junioren | Mixed       | 1     | Pavel Florián / Kristína Ludíková      |
| 2005   | Slowakische Meisterschaft                       | Damendoppel | 1     | Kristína Ludíková / Alexandra Felgrová |
| 2005   | Junioreneuropameisterschaft                     | Damendoppel | 3     | Kristína Ludíková / Olga Konon         |
| 2006   | Slowakische Meisterschaft                       | Dameneinzel | 1     | Kristína Ludíková                      |
| 2006   | Slowakische Meisterschaft                       | Damendoppel | 1     | Kristína Ludíková / Alexandra Felgrová |
| 2006   | Tschechische Einzelmeisterschaften der Junioren | Mixed       | 1     | Pavel Florián / Kristína Ludíková      |
| 2007   | Junioreneuropameisterschaft                     | Damendoppel | 1     | Kristína Ludíková / Olga Konon         |
| 2008   | Olympia                                         | Dameneinzel | 17    | Kristína Ludíková                      |
| 2008   | Tschechische Einzelmeisterschaften              | Dameneinzel | 1     | Kristína Ludíková                      |
| 2008   | Tschechische Einzelmeisterschaften              | Damendoppel | 1     | Kristína Ludíková / Hana Procházková   |
| 2009   | Auckland International                          | Dameneinzel | 3     | Kristína Ludíková                      |
| 2011   | Czech International                             | Dameneinzel | 1     | Kristína Ludíková                      |
| 2012   | Tschechische Einzelmeisterschaften              | Dameneinzel | 1     | Kristína Gavnholt                      |
| 2012   | Dutch Open                                      | Dameneinzel | 1     | Kristína Gavnholt                      |